# القيام بدورية

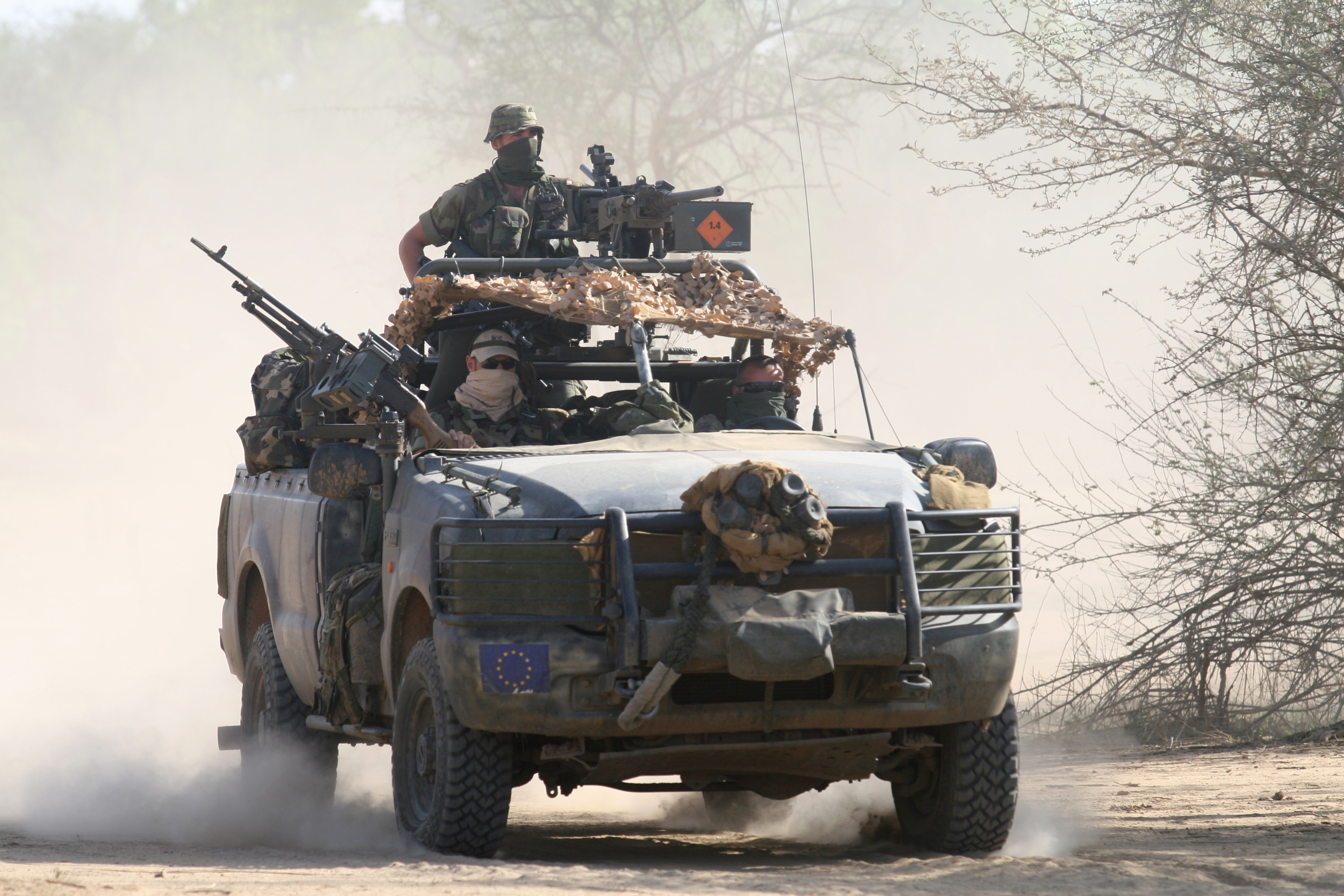
الجيش الايرلندي يقوم بدورية في تشاد في مايو من العام 2008

القيام بدورية هو من التكتيكات العسكرية. وفيها يتم نشر مجموعات صغيرة أو وحدات مفردي من تشكيل أكبر لتحقيق هدف معين ثم العودة. يمكن تطبيق تكتيكات الدوريات على القوات البرية والوحدات المدرعة والوحدات البحرية والطائرات المقاتلة. تختلف مدة الدوريات من بضع ساعات إلى عدة أسابيع، اعتمادًا على طبيعة الهدف ونوع الوحدات المعنية.
هناك عدة أنواع مختلفة من الدوريات، لكل منها هدف مختلف. وأكثرها شيوعًا التي تكون بغرض جمع المعلومات عن طريق القيام بدورية مسح. قد تحاول مثل هذه الدوريات البقاء سرا ومراقبة العدو دون أن يتم اكتشافها. هناك دوريات استطلاع عامة أخرى، خاصة تلك التي تتفاعل مع السكان المدنيين.

## أنواع الدوريات
الدوريات القتالية هي مجموعة ذات حجم وموارد كافية (عادة فصيلة أو سرية) لمهاجمة عدو معين أو نصب كمين له. وهي تختلف في المقام الأول عن الهجوم في أن هدفها ليس الحفاظ على الأرض.
دوريات الإخلاء وهي دورية قصيرة حول موقع دفاعي مُحتل حديثًا لضمان أن المنطقة المُباشرة آمنة. غالبًا ما يتم تسيير دوريات الاخلاء عند احتلال موقع ما، وأثناء التأهب في الانتقال من الوردية المسائية إلى الصباحية والعكس صحيح.
الدوريات الدائمة هي دورية ثابتة، وربما تعرف باسم OP / LP (نقطة مراقبة / نقطة استماع) في مصطلحات الولايات المتحدة وحلف شمال الأطلسي. عادة ما تكون الدوريات الدائمة عبارة عن دوريات ثابتة صغيرة (نصف قسم أو قسم) تهدف إلى توفير الإنذار المبكر أو الأمن أو لحراسة بعض الخصائص الجغرافية، مثل الأرض الميتة.
الدوريات الاستطلاعية، وعادة ما تكون صغيرة ومهمتها الرئيسية هي جمع المعلومات.
دوريات التحري وتجمع بين عدد من الدوريات «لفحص» مساحة كبيرة. يتم استخدام هذا النوع من الدوريات من قبل التشكيلات المدرعة في الصحراء، وكذلك من قبل القوات البرية العاملة في المناطق الحضرية. يتم التحري بشكل عام من عدد من مراكز المراقبة الثابتة.

## مقالات ذات صله
- قائمة التكتيكات العسكرية